# Franz Serafin Exner
Franz Serafin Exner, avstrijski fizik, * 24. marec 1849, Dunaj, Avstrijsko cesarstvo (sedaj Avstrija), † 15. oktober 1926, Dunaj, Avstrija.
Exner velja za enega od ustanoviteljev dunajske fizikalne šole.